# Победа (Тетюшский район)
 Победа  — поселок в Тетюшском районе Татарстана. Входит в состав Большешемякинского сельского поселения.

## География
Находится в юго-западной части Татарстана на расстоянии приблизительно 18 км на запад-северо-запад по прямой от районного центра города Тетюши.

## История
Основан на рубеже 1920-30-х годов выходцами из села Большое Шемякино. В 2017 году насчитывалось 9 дворов.

## Население
Постоянных жителей насчитывалось в 1938 году — 135, в 1949—118, в 1958—146, в 1970—116, в 1979 — 44, в 1989 — 23. Постоянное население составляло 15 человек (чуваши 100 %) в 2002 году, 13 в 2010.